# Matthias Koeberlin
Matthias Koeberling (Magonza, 28 marzo 1974) è un attore tedesco.

## Filmografia
- Tatort (1998)
- Schimanski (1998)
- In aller Freundschaft (1998)
- Ben & Maria – Liebe auf den zweiten Blick (1999)
- Polizeiruf 110 (1999)
- Polizeiruf 110 (2000)
- Tatort – Quartett in Leipzig (2000)
- Julietta (2000)
- Babykram ist Männersache (2000)
- Die zwei Leben meines Vaters (2000)
- Liebesau – Die andere Heimat (2001)
- Der Stellvertreter (2002)
- Jesus Video - L'enigma del Santo Sepolcro (2002)
- Tatort – Schatten (2002)
- Schwer verknallt (2003)
- Experiment Bootcamp (2004)
- Ein starkes Team (2005)
- Deutschmänner (2005)
- Der Grenzer und das Mädchen (2005)
- SOKO Leipzig (2006)
- Tornado - Der Zorn des Himmels (2006)
- Tatort – Häuserkampf (2007)
- Das Konklave (2007)
- Der geheimnisvolle Schatz von Troja (2007)
- Kinder, Kinder (2007)
- Meine böse Freundin (2007)
- Mein Mörder kommt zurück (2007)
- Lutter (2008–2010)
- Zwölf Winter (2008)
- Tatort – Verdammt (2008)
- Wir sind das Volk – Liebe kennt keine Grenzen (2008)
- Vulcano (2009)
- Racheengel – Ein eiskalter Plan (2010)
- Dutschke (2010)
- Das Leben ist zu lang (2010)
- Go West – Freiheit um jeden Preis (2010)
- Laconia (2011)
- Restrisiko (2011)
- Für kein Geld der Welt (2011)
- In den besten Jahren (2011)
- Die Schuld der Erben (2011)
- Alleingang (2011)
- Bastard (2011)
- Die Braut im Schnee (2012)
- Vom Traum zum Terror – München 72 (2012)
- Der Klügere zieht aus (2012)
- Der Feind in meinem Leben (2013)
- Systemfehler - Wenn Inge tanzt, regia di Wolfgang Groos (2013)
- Gli omicidi del lago (Die Toten vom Bodensee) - serie TV, 8+ episodi (2014-...)